# Jacopo Ferretti
Jacopo Ferretti (* 16. Juli 1784; † 7. März 1852) war ein italienischer Librettist.

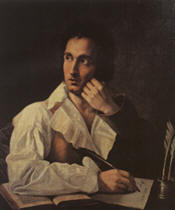
Jacopo Ferretti

## Leben und Werk
Der in Rom tätige Ferretti schrieb mehr als siebzig Libretti zu erfolgreichen Opern und Oratorien. Seine Freundschaft mit Francesco Maria Piave führte zu einer persönlichen Bekanntschaft mit Giuseppe Verdi. Nach der Uraufführung von Verdis I due Foscari 1844 in Rom verlas er bei einem Bankett ein langes, selbst verfasstes Gedicht zu Ehren des Komponisten.
Ferretti schrieb Libretti für Komponisten wie Gaetano Donizetti, Luigi und Federico Ricci, Gioachino Rossini und viele andere. Am bekanntesten dürfte sein Libretto zu Rossinis Aschenputtel-Oper La Cenerentola (1817) sein, das er nach dem Libretto von Charles-Guillaume Étienne zu Nicolas Isouards Oper Cendrillon (1810) geschrieben hatte, das seinerseits auf das Märchen Cendrillon von Charles Perrault zurückgeht.